# Fujimi Orchestra
Fujimi Orchestra (富士見二丁目交響楽団, Fujimi nichōme kōkyō gakudan) est une série de light novels de Kō Akizuki. Elle a été adaptée en manga, en anime et en film.

## Synopsis
Fujimi Orchestra traite principalement de la romance entre Tonoin et Morimura, mais suit également leurs carrières dans la musique classique. Après avoir été critiqué par le chef d'orchestre Tonoin à maintes reprises, Morimura déclare vouloir quitter l'orchestre. Pour l'en empêcher, Tonoin lui vole son violon et l'emmène chez lui.

## Light novels
La série a débuté en 1994.

## Adaptations

### Manga
Le manga est édité par Kadokawa Shoten. Des anthologies officielles de dōjinshi sont également sorties.

## OAV
Un OAV du film est sorti en 1997.

### Film
Un film live action dont le titre anglais est Cold Front Conductor (富士見二丁目交響楽団シリーズ　寒冷前線コンダクター, Fujimi nichōme kōkyō gakudan shirīzu: Kanrei zensen kondakutā) a été réalisé en 2012 par Satoshi Kaneda et Shinsuke Hakoda avec Shōta Takasaki et Yūsuke Arai.